# الدوري الكويتي 1978–79
أقيمت بطولة الدوري الكويتي الثامنة عشر في موسم 1978/1979، وقد شارك في هذه البطولة 8 فرق، وقد استطاع نادي الكويت أن يحرز لقبها، وهي المرة السادسة التي يفوز فيها نادي الكويت باللقب.

## ترتيب الفرق
| الفريق                | لعب | فاز | تعادل | خسر | له | عليه | النقاط |
| --------------------- | --- | --- | ----- | --- | -- | ---- | ------ |
| نادي الكويت           | 14  | 9   | 3     | 2   | 20 | 7    | 21     |
| نادي العربي الكويتي   | 14  | 8   | 4     | 2   | 29 | 11   | 20     |
| نادي القادسية الكويتي | 14  | 7   | 6     | 1   | 23 | 14   | 20     |
| نادي كاظمة            | 14  | 6   | 2     | 6   | 16 | 14   | 14     |
| نادي النصر الكويتي    | 14  | 5   | 3     | 6   | 14 | 13   | 13     |
| نادي السالمية         | 14  | 5   | 2     | 7   | 19 | 16   | 12     |
| نادي اليرموك          | 14  | 2   | 3     | 9   | 7  | 32   | 7      |
| نادي الشباب الكويتي   | 14  | 1   | 3     | 10  | 9  | 30   | 5      |

## أرقام من البطولة
- أكثر الفرق تحقيقا للفوز هو نادي الكويت ب9 مرات.
- أقل الفرق تحقيقا للفوز هو نادي الشباب الكويتي بفوز واحد.
- أكثر الفرق تحقيق للتعادل هو نادي القادسية الكويتي ب6 مرات.
- أقل الفرق تحقيقا للتعادل هما نادي كاظمة ونادي السالمية بمرتين.
- أكثر الفرق تعرضا للخسائر هو نادي الشباب الكويتي ب10 مرات.
- أقل الفرق تعرضا للخسائر هو نادي القادسية الكويتي بخسارة واحدة.
- أكثر الفرق تسجيلا للأهداف هو نادي العربي الكويتي ب29 هدف.
- أقل الفرق تسجيلا للأهداف هو نادي اليرموك ب7 أهداف.
- أكثر الفرق تعرضا للأهداف هو نادي اليرموك ب32 هدف.
- أقل الفرق تعرضا للأهداف هو نادي الكويت ب7 أهداف.